# تیانو

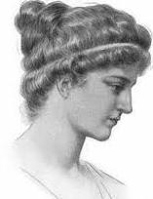
تیانو دختر فیثاغورسی

تیانو (‎/θiˈænoʊ/‎؛ یونانی: Θεανώ؛ قرن ششم پیش از میلاد مسیح) یا تیانوی کروتون نامی است که به دو فیلسوف مؤنث فیثاغورسی داده شده است. تیانو را شاگرد، دختر یا همسر فیثاغورس خوانده‌اند، گرچه برخی دیگر معتقدند او همسر برونتینوس بوده‌است.
محل تولد تیانو و هویت پدرش به همان اندازه نامشخص است، و باعث می‌شود که بعضی از نویسندگان نشان دهند که بیش از یک نفر وجود داشته‌است و جزئیات آنها با هم ادغام شده‌است (به همین خاطر برای تفکیک به آن دو تیانوی اول و تیانوی دوم لقب داده شده‌است).
چند قطعه و نامه به او نسبت داده شده که از ارجاعات نامشخص برخوردار هستند.